# Werner-Hans Böhm
Werner-Hans Böhm (* 31. August 1940 in Augsburg) ist ein deutscher Verwaltungsjurist. Er war von 1994 bis 2005 Regierungspräsident von Oberbayern.

## Leben
Böhm trat nach dem Jura-Studium 1968 seinen Dienst in der Inneren Verwaltung bei der Regierung der Oberpfalz an. Es folgten Tätigkeiten im Bayerischen Staatsministerium des Innern, beim Landratsamt München, als Referent bei der Regierung von Oberbayern und als Verbindungsreferent des Innenministeriums in der Staatskanzlei. 1984 wurde er Bundesratsreferent und später Landtagsreferent im Innenministerium. Im Jahr 1992 übernahm er dort die Leitung der Abteilung Verfassungs- und Staatsverwaltung. Am 1. Mai 1994 wurde er zum Präsidenten der Regierung von Oberbayern berufen. In seine Amtszeit fielen zahlreiche Planfeststellungsverfahren u. a. für den Ausbau der A9 zur Anbindung der Allianz Arena in Fröttmaning, den sechsstreifigen Ausbau der A8 und den Bau des Terminals 2 beim Flughafen München. Mit dem Erreichen der Altersgrenze zum 1. September 2005 schied er aus dem Amt.
Der engagierte Katholik wurde 2007 katholischer Vorsitzender des Vereins „2. Ökumenischer Kirchentag“. Böhm ist CSU-Mitglied und war und ist in zahlreichen Ehren- und Nebenämtern tätig, so im Vorstand des Landesverbandes und des Bezirksverbandes Oberbayern des Volksbund Deutsche Kriegsgräberfürsorge und als Vorsitzender des Bezirksverbandes Oberbayern des Bayerischen Roten Kreuzes. Er war erster Vorsitzender des Fördervereins der Bayerischen Akademie für Naturschutz und Landschaftspflege in Laufen und gehörte dem Bildungsausschuss der Katholischen Akademie in Bayern an.

## Ehrungen
Böhm wurde 2005 mit dem Bayerischen Verdienstorden ausgezeichnet. Im Jahr 2010 erhielt er die Ehrenmedaille der Bayerischen Ingenieurekammer-Bau, 2013 das Verdienstkreuz 1. Klasse der Bundesrepublik Deutschland.